# Oprimits
Oprimits és un grup de música de Mallorca. Toquen una barreja de ska, punk i hardcore. Les seves lletres parlen (principalment) de la de classe treballadora, de la lluita per la independència dels Països Catalans i altres nacions, dels immigrants i de la monarquia (en aquest últim cas, la critiquen).

## Història
A finals dels anys 90, quatre joves mallorquins influenciats per bandes com Kortatu, Brams o Inadaptats decidiren ajuntar-se per formar un grup que reflectís les seves inquietuds i l'inconformisme amb la realitat del moment i que, alhora, els permetés gaudir de la música. Neix OPRIMITS. L'any 99 arribà el primer disc: "Seguirem Lluitant" (Blau Discmedi) enregistrat als estudis AudioSuit.
Arriba el 2000 i el grup es multiplica: passaren de 4 músics a 8 gràcies a la incorporació de teclats, trompeta, trombó i saxo. Així el grup es decanta de cada vegada més per una barreja de ritmes passant pel rock, reggae, però amb predominança de ska, amb unes lletres informals i una posada en escena molt contundent. L'any 2002 arriba el segon disc: "Comissió de festa" (Blau Discmedi). Dotze cançons que amb el marcat segell "Oprimits" són una desfilada de matisos i estils musicals enriquits amb la incorporació de nous sons de metalls a més d'una bona i acurada feina de producció artística. El grup creix i incorpora un tècnic de so pels directes.
I així arriben a l'època actual on després d'estar quatre anys sense passar per un estudi arriba "Tolerància Zero", un disc autoeditat que consta de 13 temes on es barreja el rock, l'ska, el reggae i el punk més rabiós amb lletres de temàtica compromesa (la destrucció de les Illes Balears, el capitalisme globalitzador o el dret a l'autodeterminació), però amb un to alegre i festiu. Una producció a càrrec de Jaume Salom, que ha fusionat la força del primer disc "Seguirem lluitant" amb la frescor de les melodies de la secció de vents del segon, "Comissió de festa". En resum, un disc que mostra els Oprimits tal com són, música sense embolcalls, festiva i sobretot reivindicativa.

## Discografia
- Seguirem lluitant (1999)
- Comissió de festa (2002)
- Tolerància zero (2006)
- Endavant (2013)